# Antti-Jussi Kemppainen
Antti-Jussi Kemppainen (ur. 21 lipca 1989 w Kuusamo) – fiński narciarz, specjalista narciarstwa dowolnego. W 2007 roku wywalczył srebrny medal w halfpipe'ie na mistrzostwach świata juniorów w Airolo. W 2014 roku wystartował na igrzyskach olimpijskich w Soczi zajął w tej samej konkurencji ósmą pozycję. Był też między innymi piąty podczas mistrzostw świata w Voss w 2013 roku. Najlepsze wyniki w Pucharze Świata osiągnął w sezonie 2013/2014, kiedy to zajął 34. miejsce w klasyfikacji generalnej. Ponadto w sezonie 2011/2012 był trzeci w klasyfikacji slopestyle'u, natomiast w sezonie 2006/2007 zajął drugie miejsce w klasyfikacji halfpipe'u. W 2015 roku zakończył karierę.

## Osiągnięcia

### Igrzyska olimpijskie
| Miejsce | Dzień     | Rok  | Miejscowość | Konkurencja | Zwycięzca  |
| ------- | --------- | ---- | ----------- | ----------- | ---------- |
| 8.      | 18 lutego | 2014 | Soczi       | Halfpipe    | David Wise |

### Mistrzostwa Świata
| Miejsce | Dzień       | Rok  | Miejscowość | Konkurencja | Zwycięzca      |
| ------- | ----------- | ---- | ----------- | ----------- | -------------- |
| 7.      | 5 marca     | 2009 | Inawashiro  | Halfpipe    | Kevin Rolland  |
| 17.     | 3 lutego    | 2011 | Park City   | Slopestyle  | Alex Schlopy   |
| DNS     | 5 lutego    | 2011 | Park City   | Halfpipe    | Micheal Riddle |
| 5.      | 5 marca     | 2013 | Voss        | Halfpipe    | David Wise     |
| 10.     | 22 stycznia | 2015 | Kreischberg | Halfpipe    | Kyle Smaine    |

### Puchar Świata

#### Miejsca w klasyfikacji generalnej
| Sezon     | Miejsce |
| --------- | ------- |
| 2005/2006 | 105.    |
| 2006/2007 | 44.     |
| 2007/2008 | 52.     |
| 2008/2009 | 82.     |
| 2011/2012 | 39.     |
| 2012/2013 | 35.     |
| 2013/2014 | 34.     |

#### Miejsca na podium w zawodach
1. Apex – 17 marca 2006 (halfpipe) – 2. miejsce
2. Jyväskylä – 25 lutego 2012 (slopestyle) – 2. miejsce
3. Sierra Nevada – 25 marca 2013 (halfpipe) – 2. miejsce
4. Cardona – 17 sierpnia 2013 (halfpipe) – 1. miejsce